# Отёнский собор (670/677)
Отёнский собор (Отэнский собор) — поместный собор, проведённый в Отёне в 670 или 677 году.
Отёнский собор был созван по инициативе святого Леодегария, епископа отёнского. По оценке Ф.-П. Гизо, этот синод «занимался только монашеским благочинием и не предписал ничего нового по этому поводу». Известны шесть принятых на соборе канонов. Как отметил В. В. Солодовников, галльские соборы занимались помимо прочих вопросов выработкой критериев для посвящения в диаконы и священники, и в соответствии с одним из постановлений Отёнского собора кандидаты на эти должности должны знать наизусть Символ святого Афанасия. Если же действующие диаконы и священники его отлично не ведают, то должны быть осуждены своим епископом. По замечанию Э. Лэндона, во Франции впервые назвали этот символ веры именем святого Афанасия. Было предписано не считать надлежаще верующими тех мирян, которые не совершают причастие на Рождество, Пасху и Троицын день. Установлено, что ни одна женщина не должна входить в алтарь.